# Корнєв Володимир Павлович
Володимир Павлович Корнєв (рос. Владимир Павлович Корнев; нар. 1924, Санкт-Петербург, РРФСР — пом. 1990, Ленінград, РРФСР) — російський радянський футболіст та тренер, виступав на позиції нападника.

## Життєпис
Грав у командах «Динамо» Ленінград (1947-1949), «Суднобудівник» Ленінград (1949), «Шахтар» Сталіно (1950), «Калев» Таллінн (1951-1954), «Динамо» Таллінн (1955-1958). У класі «А» в 1947-1948 і 1950 роках провів 25 матчів, відзначився трьома голами.
Закінчив ГОЛІФК імені Лесгафта, закінчив школу тренерів при ГОЛІФК (1948-1951). Працював тренером у «Динамо» Таллінн (1961), «Автомобілісті» Ленінград (1965). У 1968-1985 працював тренером і начальником команди в ленінградському «Зеніті». У серпні — жовтні 1977 року протягом семи матчів підміняв хворого Германа Зонина на посаді головного тренера. Згодом працював тренером у школі «Зміна».
Загинув в результаті нещасного випадку — потрапив під машину в проміжку між 10 і 13 серпня 1990 року.